# Sir Lucano
Sir Lucano, cavaliere della Tavola rotonda, era maggiordomo alla corte di re Artù.
Era figlio del duca Corneo, fratello di Sir Bedivere, e cugino di Sir Griflet. Coi suoi parenti fu tra i primi alleati di Artù nella lotta per il trono contro i re ribelli (tra cui Lot, Urien e Caradoc). E fu sempre tra i più leali campioni di Artù e in molte leggende arturiane fu tra i pochi cavalieri a sopravvivere alla battaglia di Camlann. Sarebbe anche stato l'ultimo a morire. In qualche fonte fu lui, e non Griflet o Bedivere, a riportare Excalibur alla Dama del Lago.